# Locomotiva FG L.80
Le locomotive FG L.80 sono un gruppo di 4 locomotive elettriche a corrente continua a 3000 volt delle Ferrovie del Gargano ottenute con la ricostruzione di altrettante unità del 1931.

## Storia
Le locomotive furono costruite tra il 1930 e il 1931 per il servizio a trazione elettrica della ferrovia San Severo-Peschici in numero di 4 unità dalle Officine Meccaniche Italiane di Reggio Emilia con la parte elettrica della CGE. Alla fine degli anni settanta le Ferrovie del Gargano intrapresero il rinnovamento del proprio parco rotabili affidandone l'esecuzione alle Officine Meccaniche della Stanga. La prima locomotiva rinnovata fu la vecchia L.4 che venne riconsegnata il 29 settembre 1980 con la cassa interamente ricostruita e dipinta nei nuovi colori vivaci giallo e bruno; ricevette la nuova immatricolazione come L.80.01. L'ultima delle quattro ricostruite, la L.80.04 venne riconsegnata all'esercizio il 20 aprile 1983.

## Caratteristiche
La L.80 è una locomotiva elettrica a corrente continua a 3.000 volt, a due carrelli con due sale motrici ciascuno, dalla struttura semplice ma robusta. I motori, 2 per carrello, raggiungono la potenza complessiva di 600 kW. Le apparecchiature elettriche originali sono di costruzione CGE; la cassa, il telaio e le parti meccaniche sono invece di costruzione Officine Meccaniche Reggiane. Le locomotive hanno subito la ricostruzione integrale della cassa presso le Officine Meccaniche della Stanga a partire dal 1980 con la riconsegna della L.80.01, prima locomotiva ricostruita, avvenuta il 29 settembre.